# Атака згори

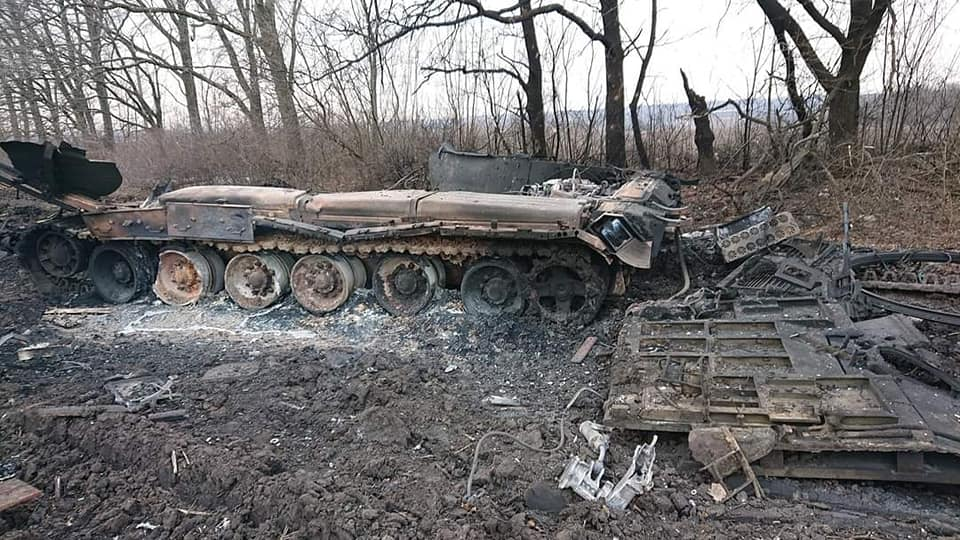
Російський танк Т-80, знищений внаслідок влучення протитанкової ракети NLAW

Зброя, що атакує згори, призначена для ураження бронетехніки зверху, оскільки броня зазвичай найтонша на даху бойової машини. Такий пристрій може бути доставлений як розумний боєприпас або основний боєприпас протитанковою керованою ракетою (ПТКР), мінометною міною, артилерійським снарядом або закладеним боєприпасом, таким як міна. Боєприпаси, що атакують згори, використовують або кумулятивну боєголовку (часто тандемні боєголовки, щоб подолати динамічний захист), або боєголовку з ударним ядром (EFP), що детонує над ціллю.

## Зброя з системою атаки згори
- AGM-114 Hellfire (США)
- BGM-71F TOW (США)
- Протитанкова керована зброя BILL 2 (Швеція)
- BLU-108 (США)
- CBU-97 (США)
- PARS 3 LR (Німеччина)
- FGM-148 Javelin (США)
- KSTAM (Південна Корея)
- Міна M93 HORNET (США)
- MBT LAW (Швеція)
- Nag (Індія)
- SADARM (США)
- Spike (Ізраїль)
- Type 01 LMAT (Японія)
- OMTAS (Туреччина)
- Griffin LGB (Ізраїль)
- SMArt 155 (Німеччина)
- HJ-12 (Китай)